# Bart está en la cárcel
«Bart está en la cárcel» —título original: «Bart's in Jail!»— es el segundo episodio de la trigésimatercera temporada de la serie de televisión animada estadounidense Los Simpson, y el 708 en total. Se emitió en los Estados Unidos en Fox el 3 de octubre de 2021. El episodio fue dirigido por Steven Dean Moore, y escrito por Nick Dahan.
En este episodio, el abuelo Simpson cae en una estafa telefónica, por lo que los Simpson buscan la ubicación de los estafadores. Alan Cumming, Scott Hanson y Alex Hirsch actuaron como invitados. En general, el episodio recibió críticas mixtas.

## Trama
El abuelo recibe una llamada urgente en la que se le dice que Bart está en la cárcel y que tiene que hacer llegar 10 000 dólares a las «autoridades» o Bart se enfrentará a una dura pena de prisión. Como al abuelo no le parece descabellada la idea de que Bart esté en la cárcel y también porque quiere ayudar a su nieto, envía el dinero, sólo para darse cuenta de que ha sido víctima de una estafa. Todos, excepto Homer, se sienten mal por el abuelo y le consuelan con sus propias historias de estafas.
Cuando Homer se entera de que el abuelo perdió sus 10 000 dólares y de que el dinero estaba previsto como herencia para él, se enfada tanto que no para de burlarse y gritar al abuelo. Marge, Lisa y Bart finalmente consiguen que deje de tratar tan mal al abuelo por un error honesto después de que Homer sea estafado él mismo y todos van a la residencia de ancianos para que Homer pueda disculparse, y todos están allí cuando otro estafador llama para intentar la misma estafa de «(Persona) Encarcelada» utilizando el nombre de Lisa.
A Lisa se le ocurre entonces una idea que consiste en que el abuelo utilice su talento para mantener largas conversaciones sin rumbo para hacer hablar a los estafadores hasta que Lisa pueda utilizar un avanzado programa informático para localizarlos en un edificio de Shelbyville. La familia se dirige allí y descubre que el lugar es una operación de sala de calderas cuyas personas que llaman no son cerebros criminales, sino gente (incluido Moe) que trabaja por tarjetas de regalo de salario mínimo. El jefe Wiggum y sus compañeros de la policía desarticulan la red, pero Marge se pregunta si realmente han hecho algo bueno teniendo en cuenta lo corrupto que está todo el mundo. Más tarde decide que no va a permitirse ser tan cínica y le da a una mujer que dice haberse dejado la cartera en casa 20 dólares para que compre gasolina y su dirección para que se la devuelva. Algún tiempo después, Marge recibe el dinero por correo y recupera la fe en la humanidad, ya que se descubre que el abuelo le envió la carta y el dinero porque no quería que el espíritu de Marge se viera arruinado por las estafas de todo el mundo.
Mientras ruedan los créditos, se muestra a Moe utilizando métodos de estafa bien conocidos.

## Producción

### Desarrollo
El episodio fue escrito por el ayudante de guionista Nick Dahan. La estafa de la trama se inspiró en un incidente de la abuela de Dahan, que recibió un mensaje similar. Los guionistas Cesar Mazariegos, Christine Nangle, Ryan Koh y Joel H. Cohen contribuyeron al episodio. Fue idea del productor ejecutivo Matt Selman no dar a la historia un final feliz.
Originalmente, al final del episodio, se revelaba que el abuelo había estado haciendo trampas al cribbage durante años para conseguir el dinero que se había llevado el estafador. También había una escena eliminada de Homer en un restaurante. Los productores acudieron a Neil Gaiman en busca de inspiración visual para Loki. Gaiman sugirió que se inspiraran en el cuadro «Rhinemaidens» de Arthur Rackham.

### Reparto
La voz de Bill Cipher (que aparece en la alucinación de Loki) la pone el creador de Gravity Falls, Alex Hirsch. Su inclusión fue una idea de Matt Selman. Refiriéndose al crossover en Twitter, Alex Hirsch escribió: «De los 8 a los 18 años no me perdí ni un estreno de Los Simpson. Leía la guía hasta que se me caían las páginas, memorizaba cada línea, conocía al guionista de cada episodio y podía saber la temporada por el tamaño de las pupilas de los personajes. No puedo creer que esta noche haya hecho un cameo en la serie». Hirsch continuó diciendo: «Si esta noche me atropellan 3 autobuses, luego un rayo y después caigo por una ventana sobre un camión lleno de ratoneras, moriré feliz. Gracias @TheSimpsons por inspirarme a entrar en la animación en primer lugar y por este honor surrealista». [[Alan Cumming], que también interpretó a Loki en Son of the Mask, y Scott Hanson, presentador de NFL RedZone, como locutor de «Punt Zone».